# Frederick William Foxworthy
Frederick William Foxworthy  (1877 -1950 ) fue un botánico inglés, que realizó numerosas expediciones botánicas a la península Malaya.

## Algunas publicaciones
- 1907. Philippine woods (Philippine journal of science). Ed. Bureau of Print.
- 1909.  Indo-Malayan woods (Philippine journal of science). Ed. Bureau of Print.
- 1922. Minor forest products of the Malay peninsula, (Malayan forest records). Methodist Pub. House

### Libros
- 1911. The uses of Philippine woods. Bull. 11. Bureau of Forestry, Philippine Islands. 50 pp.

- 1911. Philippine gymnosperms. Ed. Bureau of Print. 176 pp.

- 1921. Commercial woods of the Malay Peninsula (Malayan forest records). Ed. Baptist Mission Press. 150 pp.

- 1926. Timbers of British North Borneo: Minor forest products & jungle produce (British North Borneo. Dept. of forestry Bulletin). Govt. Print. Off; 4ª ed. 61 pp.

- 1927. Commercial timber trees of the Malay Peninsula (Malayan forest records). Ed. Federated Malay States Gov. 195 pp.

- 1930. Durability of Malayan timbers (Malayan forest records). Forest Dept., Federated Malay States. 60 pp.

- Burkill, IH; W Birtwistle, FW Foxworthy, JB Scrivenor, JG Watson. 1935. Dictionary of the Economic products of the Malay Peninsula. 1126 pp. 1966, 2ª ed. 2 vols. pp. xiv, 1-1240; [ii], 1241-2444

## Honores

### Eponimia
En su honor se nombró a la especie Alpinia foxworthyi Ridley, de la familia Zingiberaceae.
- La abreviatura «Foxw.» se emplea para indicar a Frederick William Foxworthy como autoridad en la descripción y clasificación científica de los vegetales.[2]